# Vrtlinovec
Vrtlinovec is een plaats in de gemeente Varaždinske Toplice in de Kroatische provincie Varaždin. De plaats telt 323 inwoners (2001).